# Hans-Martin Trepp
Hans-Martin Trepp   (Arosa, 9 de novembre de 1922 - Arosa, 17 d'agost de 1970) va ser un jugador d'hoquei sobre gel suís que va competir entre finals de la dècada de 1930 i mitjans de la de 1960.
El 1948 va prendre part en els Jocs Olímpics de Sankt Moritz, on guanyà la medalla de bronze en la competició d'hoquei sobre gel. Quatre anys més tard, als Jocs d'Oslo, fou cinquè en la mateixa competició. En el seu palmarès també destaquen tres medalles de bronze al Campionat del Món d'hoquei gel, el 1950, 1951 i 1953. Amb la selecció jugà 94 partits en què marxà 83 gols.
A nivell de clubs jugà al EHC Arosa entre 1939 i 1965, amb qui guanyà sis lligues suïsses de manera consecutiva entre 1951 i 1957.
Va morir el 1970 a conseqüència d'una caiguda accidental a casa seva on es va fracturar el crani.
El 2020 fou incorporat a l'IIHF All-Time Switzerland Team.